# Kje
Il kje, o parlà du kyé, o parlō de kyé, è un particolare dialetto piemontese attestato in alcune località montane della zona a sud di Mondovì, in particolare a: 
- Prea, Baracco e Rastello (frazioni di Roccaforte Mondovì) in Val Ellero;
- Miroglio[1]  (frazione di Frabosa Sottana) in Val Maudagna;
- Straluzzo, Forneri, Lanza Serra, Seccata, Bossea e soprattutto Fontane, una serie di frazioni appartenenti al comune di Frabosa Soprana estese fra la val Maudagna e la Val Corsaglia.

Il nome di questa parlata deriva dalla forma insolita che in essa assume il pronome personale di prima persona singolare, che nelle altre parlate gallo-italiche (e più in generale nord-italiane) ha la forma [mi], mentre in questa varietà si presenta con l’insolita veste [kje], di volta in volta scritto <chié>, <quié>, <kyé>, ecc. Tale forma trova riscontri in area piemontese solo nei dialetti occitani della valle Gesso, in particolare quello di Valdieri.

## Collocazione geo-linguistica e classificazione
Si tratta di un dialetto che presenta un particolare interesse per i linguisti in quanto, collocato geograficamente in una zona di transizione, all'incrocio tra aree dialettali diverse, ha un aspetto composito ed è difficilmente collocabile all'interno di una o di un'altra tradizione linguistica. 
Originariamente trascurato dalle indagini, a partire dagli anni Sessanta del Novecento è stato considerato un dialetto fondamentalmente occitano (non sono infatti distanti le vallate occitane). Indubbiamente molti dei fenomeni che esso presenta sono sovrapponibili, se non identici, a quelli di alcuni dialetti occitanici; tuttavia si tratta in gran parte di fenomeni residuali statisticamente limitati (Duberti/Regis 2015) e oggi si tende pertanto a vedere in esso "una varietà gallo-italica arcaizzante, secondo alcuni fondamentalmente ligure, secondo altri fondamentalmente piemontese meridionale". Questa classificazione, ovviamente, riguarda la condizione attuale del dialetto, che appare saldamente inserito – sia pure con una serie di peculiarità significative – nell’ambito delle varietà monregalesi. 
Rimane aperta la questione se, in diacronia, sia possibile ipotizzare una fase evolutiva in cui il [kje] abbia presentato in misura preponderante i tratti caratteristici delle lingue occitaniche: un’ipotesi che è stata fortemente esclusa da Toso (2011) ma sembra trovare maggiore accoglienza presso altri studiosi, sia pure a livello dubitativo.
Studi recenti (Duberti/Ravera 2021) sono arrivati ad avanzare alcune interessanti ipotesi relativamente all'originaria estensione areale del kje: esso doveva essere probabilmente diffuso, almeno sino alla prima dell'Ottocento, in gran parte del territorio comunale delle due Frabose, nonché in un gruppo non molto nutrito di frazioni montane del territorio comunale di Ormea (Chionea, Chioraira, Valdarmella), dove ancora oggi sono attestati, sia pure in maniera residuale e fortemente recessiva, alcuni fenomeni linguistici comuni al kje. 

## Variabilità interna e lo stato dell'arte
Il kje contemporaneo ha comunque al suo interno una accentuata variabilità diatopica, in quanto se ne individuano almeno due varietà ben differenziate, che sono state anche utilizzate per scopi artistici nel corso del Novecento: il kje (o quié) di Prea e il kje (o kyé) di Fontane. Entrambe (come si può vedere dall’ampiezza della bibliografia) sono state oggetto di studi e ricerche, a partire dal lavoro pionieristico di Corrado Grassi del 1969. Allo stato attuale, i lavori più ampi disponibili sul [kje] sono certamente: Barbero Ruffino (2004), incentrato sulla varietà di Fontane; Nužèč dëř chié (2011), incentrato sulle varietà della valle Ellero (Prea, Rastello e Baracco); Miola (2013) che è una descrizione rigorosamente scientifica molto approfondita e aggiornata della varietà di Prea; Duberti/Regis (2015), che presenta tra le altre cose alcune interessanti tabelle dedicate ai tratti più interessanti della varietà di Prea.  